# Jerry Post
Jerry Post (Den Helder, 21 september 1984) is een Nederlands voormalig voetballer die voor Stormvogels Telstar speelde.

## Carrière
Jerry Post speelde in één wedstrijd voor Stormvogels Telstar, de met 4-1 gewonnen thuiswedstrijd in de Eerste divisie tegen BV Veendam op 26 november 2004. Hij kwam in de 89e minuut in het veld voor Florencio Cornelia. In augustus 2005 stopte Post samen met zijn eveneens bij Telstar actieve tweelingbroer Jan als betaald voetballer vanwege privéredenen.

### Statistieken
| Seizoen                       | Club                | Land           | Competitie     | Competitie | Competitie | Beker | Beker | Totaal | Totaal |
| Seizoen                       | Club                | Land           | Competitie     | Wed.       | Dlp.       | Wed.  | Dlp.  | Wed.   | Dlp.   |
| ----------------------------- | ------------------- | -------------- | -------------- | ---------- | ---------- | ----- | ----- | ------ | ------ |
| 2004/05                       | Stormvogels Telstar | Nederland      | Eerste divisie | 1          | 0          | 0     | 0     | 1      | 0      |
| 2005/06                       | Stormvogels Telstar | Nederland      | Eerste divisie | 0          | 0          | 0     | 0     | 0      | 0      |
| Carrièretotaal                | Carrièretotaal      | Carrièretotaal | Carrièretotaal | 1          | 0          | 0     | 0     | 1      | 0      |
| Bijgewerkt op 7 november 2019 |                     |                |                |            |            |       |       |        |        |